# Приморско-Посадский сельский совет (Приазовский район)
Приморско-Посадский сельский совет (укр. Приморсько-Посадська сільська рада) — входит в состав
Приазовского района
Запорожской области
Украины.
Административный центр сельского совета находится в 
с. Приморский Посад.

## История
- 1993 — дата образования.

## Населённые пункты совета
- с. Приморский Посад